# Agence nationale des techniques d'enquêtes numériques judiciaires
L'Agence nationale des techniques d'enquêtes numériques judiciaires (ANTENJ) est un service à compétence nationale rattaché au ministère de la Justice français.
Elle est notamment chargée de faire fonctionner la Plateforme nationale des interceptions judiciaires (PNIJ). Elle centralise les écoutes téléphoniques et les autres techniques d'enquêtes (relatives aux écoutes, à la géolocalisation ou aux données de connexion, désormais présentes dans 85 % des enquêtes pénales), hors Polynésie française et Nouvelle-Calédonie. 
L'ANTENJ couvre 92 % des interceptions judiciaires réalisées en France.
Elle est l'équivalent judiciaire du Groupement interministériel de contrôle (GIC), chargé des interceptions pour le compte des services de renseignement.

## Historique

### La création de laPNIJ

#### La centralisation de l'activité d'interception judiciaire
Les interceptions peuvent concerner 100 millions de SMS interceptés et une moyenne de 10 000 lignes placées sur écoute simultanément. Jusqu'au début des années 2010, les services d'enquêtes qui devaient intercepter des communications louaient individuellement un dispositif de centrale d'écoute à des sociétés du secteur privé. La France comptait alors plus de 350 centres d'écoutes. Ils étaient équipés de matériels loués sans qu'il y ait eu mise en concurrence. Quatre sociétés (Elektron, Foretec, SGME et Midi System & Co) réalisaient 88 % des interceptions. Le temps de réponse à une demande d'interception était long (de plusieurs heures à plusieurs jours). Cette pratique favorisait des dérives que le magistrat chargé de l'enquête ne pouvait contrôler (écoutes ou demandes de fadet illicites, fadet pour facture détaillée). Elle avait un coût significatif pour le ministère de la Justice.
Jusqu'ici, les juges d'instruction délivraient une commission rogatoire à un service d'enquêteurs, qui louait à son tour une petite centrale d'écoutes à un partenaire privé, et les policiers travaillaient dans des conditions de discrétion discutables. Les juges n'étaient jamais certains que dans les numéros à écouter, ne s'était pas glissé un intrus qui intéressait discrètement une autre enquête. Rien n'était prévu sur la durée de conservation des données.
Conçue dès 2005, la centralisation des écoutes auprès d'un service dédié de l'État entraîne la création de la PNIJ au profit des officiers et agents de police judiciaire et agents des douanes et des services fiscaux habilités à effectuer des enquêtes judiciaires. Elle doit remplacer le recours aux opérateurs privés. Les quatre PME concernées iront jusqu'à cesser les interceptions en signe de protestation.
La PNIJ doit utiliser un seul système informatique pour procéder aux écoutes téléphoniques, à l'obtention des factures détaillées, à la surveillance des MMS, SMS ou des moyens de géolocalisation.
La plateforme doit devenir rentable en deux ans et engendrer une économie de 130 postes de fonctionnaires. Son pilotage est d'abord assuré par la délégation aux interceptions judiciaires (DIJ) de la chancellerie. Elle est logée place Vendôme à Paris (Île-de-France) dans le 1er arrondissement et est l'ancêtre de l'ANTENJ qui par la suite déménagera dans le 19e arrondissement au lendemain des attentats de 2015.
La conception technique de la plateforme, son infogérance et son maintien en condition opérationnelle sont confiés au groupe industriel Thales : il héberge le système dans un bunker sécurisé, à Élancourt (Yvelines) ; une volonté indique un potentiel transfert sur 2 sites relevant du ministère de la Justice et du ministère de l'Intérieur.

#### Les difficultés de déploiement de la PNIJ
La production et le déploiement de la PNIJ font l'objet d'importantes critiques, liées aux retards et difficultés techniques. La conception est lancée en 2009 (sous le ministère de Rachida Dati, alors garde des Sceaux) par la société Thales grâce à un contrat qui s'avèrera sous-dimensionné. Une expérimentation est faite dans les ressorts de Paris, Versailles et Rouen. La PNIJ est officiellement déployée par le décret no 2014-1162 du 9 octobre 2014. Il instaure les articles R. 40-42 à R. 40-56 du code de procédure pénale.
En 2017, la plateforme n'est toujours pas opérationnelle. Des syndicats policiers qualifient son manque d'efficacité de « scandale d’État ». Son utilisation serait un « cauchemar administratif et une usine à gaz » pour les enquêteurs judiciaires. Le temps de réponse à une demande d’interception – autrefois de plusieurs heures ou jours – est passé à moins de trois minutes, mais la plateforme subit des pannes. Elles freinent les enquêtes. Il y a environ 400 bugs non résolus en juin 2014. Les syndicats de policiers ou de magistrats réclament une commission d'enquête parlementaire ou une remise à plat du dispositif de Thales. Plusieurs audits seront menés sous les gouvernements Manuel Valls. Ils sont protégés par le secret de la défense nationale.
En 2016, la Cour des comptes indique que la PNIJ devait coûter 17 millions d’euros pour une mise en service courant 2008. Elle n'est partiellement mise en service qu'en 2015, pour un coût dix fois supérieur (102,7 millions d’euros). Le gouvernement de l'époque ne souhaite pas revenir au secteur privé. Il envisage une internalisation de la plateforme pour réduire sa dépendance à Thales, comme le recommande la Cour.

### La création de l'Agence nationale des techniques d'enquêtes numériques judiciaires (ANTENJ)
Dans son rapport, la Cour des comptes plaide pour un renforcement de la DIJ, une extension de ses compétences et une assise réglementaire plus forte. Afin d'améliorer le pilotage de la PNIJ et l'efficacité des nouvelles techniques d'enquêtes numériques, l'ANTENJ est créée par un décret du 24 avril 2017. Elle remplace la DIJ. Elle bénéficie du concours de la communauté nationale du renseignement et compte, en 2018, une quarantaine d'agents : ils doivent contribuer à l'émergence d'une PNIJ « nouvelle génération ». Les différents services utilisateurs de la PNIJ sont représentés au sein des équipes afin de faire remonter les besoins. La Police nationale n'y est plus représentée depuis 2022.
L'ANTENJ bénéficie pour 2025 d'un budget de 54,7 millions d'euros dont 16,8 millions dédiés à l'investissement.

#### La réhabilitation de la PNIJ grâce à l'ANTENJ
Depuis la loi du 3 juin 2016, le code de procédure pénale impose aux services d'enquêtes judiciaires de recourir à la PNIJ (sauf impossibilité technique). Cette obligation fait l'objet d'une note de service en septembre 2017. La Cour de cassation juge que le recours aux opérateurs privés est désormais impossible, sauf si l'ANTENJ ne peut fournir la prestation demandée.
En 2020, la Cour des comptes réhabilite la PNIJ ; elle précise que la plateforme a désormais « rempli les principaux objectifs qui lui étaient fixés » ; elle présente le projet comme « un exemple réussi de redressement d’un projet en situation de crise » ; elle souligne le rôle de l'agence dans la sortie de crise et estime que l'ANTENJ permet « de réduire de moitié le coût d'une interception » et de faire économiser aux finances publiques près de 30 millions d'euros par an. Enquêteurs et magistrats soulignent dans la presse les avancées faites depuis la création de l’ANTENJ. Un rapport sénatorial note « le bon fonctionnement de l'outil aujourd'hui salué par l'ensemble des services ».
En 2022, plus de 46 000 interceptions judiciaires et 2,9 millions de réquisitions électroniques ont été demandées via la PNIJ. Elle devient pleinement opérationnelle en 2024. Son coût final est estimé à 385 millions d’euros. En 2024, elle fournit des services à près de 70 000 magistrats et enquêteurs. La quasi-totalité des enquêteurs de la Gendarmerie nationale y ont recours.

#### Poursuite du recours illégitime aux solutions privées par certains services de police judiciaire
Malgré l'obligation de recourir aux services de l'ANTENJ, les interceptions « hors PNIJ » réalisées par des acteurs privés subsistent, en particulier chez certains services de la Police nationale,. Dans leur rapport sur l'accès aux données de connexion, les sénateurs Agnès Canayer et Philippe Bonnecarrère s'inquiètent des vulnérabilités des solutions privées du groupe ChapsVision, propriétaire des solutions privées historiques du secteur. Les logiciels privés ne permettent pas de tracer les actions des utilisateurs. Les interceptions de communication sont réalisées par les policiers en l'absence de contrôle des magistrats et les salariés des sociétés concernées ne font l'objet d'aucune enquête préalable, ce qui faciliterait les détournements et l'exploitation de failles de sécurité. La situation fait craindre aux parlementaires un contournement de la PNIJ :
Les éléments recueillis par les rapporteurs laissent à penser que, dans certains services, le nombre de recours à des solutions d'interceptions tierces (donc au « hors-PNIJ ») est anormalement élevé. Cette situation est particulièrement préoccupante : on ne saurait exclure que de tels accès soient motivés par la volonté d'échapper aux garanties imposées par la PNIJ en termes de traçabilité.
Ces contournements augmentent aussi la charge pour les finances publiques : les techniques de géolocalisation par des opérateurs privés coûtent à l'État près de 90 000 € par jour en 2024 contre un coût presque nul pour la PNIJ, ce que le ministère de la Justice met régulièrement en avant.
En 2025, lors des discussions autour de la loi visant à sortir la France du piège du narcotrafic, le groupe français ChapsVision, propriétaire des solutions privées historiques du secteur, effectue un travail de lobbying auprès des parlementaires afin de revenir à la situation antérieure à la création de la PNIJ,, sans que ces tentatives n'aboutissent,.

#### Évolutions de l'agence
Des modules de traitement de big data seraient en cours de développement en 2023 ainsi que d'autres développements informatiques ayant trait à l'innovation.
En novembre 2024, le renforcement des capacités de l'ANTENJ en matière de géolocalisation, interception ou sonorisation, est préconisée par Didier Migaud, alors garde des Sceaux, dans le cadre du plan de lutte contre la criminalité organisée.
En décembre 2024, des articles de la presse spécialisée indiquent qu'un rapport sur la criminalité organisée, rédigé par Jean-François Ricard, ancien procureur national antiterroriste, affiche la volonté de transformer l'ANTENJ en véritable « commandement cyber » du ministère de la Justice.

## Fonctionnement

### Missions
L'ANTENJ doit fournir aux juges (et aux enquêteurs sous leur autorité) les moyens de réaliser des investigations, sans être entravés par les évolutions technologiques. Ses missions sont en partie classifiées. D'après le ministère de la Justice, l'agence coordonne les efforts de l’État en matière d’interceptions de communications électroniques judiciaires, et dans ce cadre :
- elle assure le pilotage et la maîtrise d'œuvre de la PNIJ ;
- elle coordonne pour le ministère de la Justice la mise en œuvre dans les procédures judiciaires des techniques d'enquêtes numériques. Elle est associée à l'élaboration des textes et procédures qui s'y rapportent ;
- elle assure une mission de sensibilisation et de formation, de veille technologique et juridique.

### Direction
L'ANTENJ est dirigée par un magistrat de l'ordre judiciaire qui prend la fonction de chef de service. Entre 2017 et 2020, l'agence est dirigée par Damien Martinelli, ancien conseiller du Premier ministre Bernard Cazeneuve.
Depuis 2020, son directeur est Jean-Julien Xavier-Rolai, également ancien conseiller du Premier ministre et du coordonnateur national du renseignement et de la lutte contre le terrorisme, spécialiste de l'antiterrorisme, du renseignement et de la lutte contre la criminalité organisée.
| Nom                      | Année     | Statut    |
| ------------------------ | --------- | --------- |
| Damien MARTINELLI        | 2017-2020 | Magistrat |
| Jean-Julien XAVIER-ROLAI | 2020-     | Magistrat |

### Comité de contrôle
Les textes instaurant l'ANTENJ et la PNIJ mettent en place un comité.
Il est chargé de contrôler l'utilisation des techniques d'enquêtes numériques. Il doit répondre aux craintes suscitées par l'utilisation des moyens de surveillance attentatoires aux libertés publiques opérés par l'ANTENJ.
Ce comité est composé d’un magistrat de la Cour de cassation, de deux parlementaires et deux personnalités qualifiées.
Le premier comité est installé en novembre 2016 par Jean-Jacques Urvoas, alors garde des Sceaux.

### Relations

#### Relations interministérielles connues
L'ANTENJ travaille en coopération avec plusieurs services de l'État, placés sous la responsabilité d'autres ministères ou du Premier ministre.
Elle travaille avec le Groupement interministériel de contrôle (GIC), à travers les réunions communes du Commissariat aux communications électroniques de défense (CCED), à harmoniser les capacités techniques d'interception des services de renseignement et des services judiciaires auprès des opérateurs de communications électroniques (OCE) et assimilés, en particulier pour l'adaptation aux nouvelles technologies, comme la 5G, ou le développement des applications des GAFAM. Ce commissariat rattaché à la Direction générale des entreprises du ministère de l'Économie et des Finances est chargé de faire respecter les obligations légales des opérateurs de communications électroniques et assimilés dont les interceptions obligatoires légales (IOL),.
D'après un rapport parlementaire, la direction technique et de l'innovation (DTI) de la direction générale de la Sécurité extérieure (DGSE) fournirait à l'agence des outils pour intercepter les communications de messageries chiffrées, telles que WhatsApp, Signal ou Facebook Messenger. L'agence aurait également entamé un dialogue avec la DGSE pour bénéficier de retours d'expérience dans la conception de plateformes d'interceptions.
Elle travaille en coopération avec la direction générale de la Sécurité intérieure (DGSI) pour assurer le déchiffrement des données en saisissant le centre technique d’assistance (CTA) et en participant au comité stratégique du service technique national de captation judiciaire (STNCJ). Ce service est chargé de déployer des logiciels spéciaux dont les données seront recueillies et analysées par l'ANTENJ.
Elle coopère avec l'Agence nationale de la sécurité des systèmes d'information (ANSSI) qui effectue des audits dans le cadre de la cybersécurité des outils de l'agence. Elle est également contrôlée dans le déploiement de ses systèmes d'information par la Commission nationale de l'informatique et des libertés (CNIL).

#### Relations avec les opérateurs
L'ANTENJ est susceptible de collaborer avec l'ensemble des OCE et assimilés.
1. ↑  « Modalités d'investigation recourant aux données de connexion dans le cadre des enquêtes pénales », sur Sénat (consulté le 26 décembre 2024)
2. 1 2  « La conduite des grands projets numériques de l'État », Cour des comptes,‎ 14 décembre 2010 (lire en ligne, consulté le 26 décembre 2024)
3. ↑  « Groupement interministériel de contrôle », sur www.sgdsn.gouv.fr, 17 novembre 2022 (consulté le 28 décembre 2024)
4. 1 2 3 4  « INFO JDD. La Cour des comptes réhabilite la gestion des écoutes téléphoniques », sur lejdd.fr, 14 juin 2020 (consulté le 26 décembre 2024)
5. 1 2 3 4  « « Du rififi chez les grandes oreilles » - Pénal | Dalloz Actualité », sur www.dalloz-actualite.fr (consulté le 10 décembre 2024)
6. ↑  Jacques Massey, « Enquête : le casse-tête des écoutes judiciaires », La Lettre de l'Expansion,‎ 4 septembre 2017
7. ↑  « Blocage des écoutes judiciaires: le ministère demande des poursuites », sur Le Point, 25 novembre 2014 (consulté le 26 décembre 2024)
8. 1 2 3 4 5  Franck Johannès, « L'Etat centralise les interceptions judiciaires », Le Monde,‎ 21 mars 2014 (lire en ligne, consulté le 10 décembre 2024)
9. ↑  « Accès à la PNIJ : seulement une question de grammaire ? - Enquête | Dalloz Actualité », sur www.dalloz-actualite.fr (consulté le 20 février 2025)
10. ↑  « Quand les PME chargées de la mise en place des écoutes judiciaires coupent le son », Usine Digitale,‎ 25 novembre 2014 (lire en ligne, consulté le 26 décembre 2024)
11. 1 2 3 4 5  « Édito. Secret dépense », sur www.vosgesmatin.fr, 27 octobre 2017 (consulté le 26 décembre 2024)
12. 1 2 3  Elise Vincent et Martin Untersinger, « L’Antenj, un nouvelle agence au cœur des enquêtes numériques », Le Monde,‎ 14 avril 2018 (lire en ligne )
13. 1 2 3 4 5  « FRANCE : Ecoutes judiciaires : comment le gouvernement veut reprendre la main face à Thales - 03/01/2018 », sur Intelligence Online, 26 décembre 2024 (consulté le 26 décembre 2024)
14. 1 2  « Le garde des Sceaux n’exclut pas une gestion interne des écoutes judiciaires » , sur Acteurs Publics (consulté le 26 décembre 2024)
15. ↑  Public Sénat, « Ecoutes judiciaires: Thalès devrait rester l'opérateur », sur Public Sénat, 25 janvier 2017 (consulté le 26 décembre 2024)
16. ↑  « Les nouvelles grandes oreilles de la justice », sur Le Figaro, 4 mars 2014 (consulté le 26 décembre 2024)
17. ↑  Décret n° 2014-1162 du 9 octobre 2014 portant création d'un traitement automatisé de données à caractère personnel dénommé « Plate-forme nationale des interceptions judiciaires », 9 octobre 2014 (lire en ligne)
18. ↑  « « Du rififi chez les grandes oreilles » - Pénal | Dalloz Actualité », sur www.dalloz-actualite.fr (consulté le 26 décembre 2024)
19. 1 2  « Nouvelle panne de la plateforme des écoutes judiciaires » , sur Reuters.com, 19 janvier 2017 (consulté le 26 décembre 2024)
20. ↑  « De "grandes oreilles" un peu sourdes », sur Le Point, 17 octobre 2014 (consulté le 26 décembre 2024)
21. ↑  Paule Gonzalès, « Écoutes : enquêteurs et magistrats s'inquiètent des ratés », Le Figaro,‎ 6 décembre 2016
22. ↑  « INFO FRANCEINFO. Un syndicat de policiers interpelle le Premier ministre sur les ratés des interceptions téléphoniques », sur Franceinfo, 26 octobre 2017 (consulté le 26 décembre 2024)
23. ↑  « Les interceptions judiciaires et la Plateforme nationale des interceptions judiciaires », Cour des comptes,‎ 25 avril 2016 (lire en ligne, consulté le 26 décembre 2024)
24. ↑  « Écoutes judiciaires : la Chancellerie exclut tout nouveau recours à des prestataires privés », sur Acteurs Publics (consulté le 26 décembre 2024)
25. ↑  Marc Rees, « Au Journal officiel, l’Agence nationale des techniques d’enquêtes numériques judiciaires », sur Next, 25 avril 2017 (consulté le 26 décembre 2024)
26. ↑  « Décret n° 2017-614 du 24 avril 2017 portant création d'un service à compétence nationale dénommé « Agence nationale des techniques d'enquêtes numériques judiciaires » et d'un comité d'orientation des techniques d'enquêtes numériques judiciaires - Légifrance », sur www.legifrance.gouv.fr (consulté le 26 décembre 2024)
27. ↑  « FRANCE : Rapprochement accéléré entre renseignement, PNF et agence anti-corruption - 14/02/2023 », sur Intelligence Online, 26 décembre 2024 (consulté le 26 décembre 2024)
28. ↑  « Au coeur de l'ANTENJ, la cellule des écoutes téléphoniques judiciaires », sur France Inter, 27 avril 2018 (consulté le 26 décembre 2024)
29. 1 2  « Comment le ministère de la justice espère rebondir sur le dossier des écoutes judiciaires - Pénal | Dalloz Actualité », sur www.dalloz-actualite.fr (consulté le 26 décembre 2024)
30. 1 2 3  « France : Les angles morts de la plateforme d'interceptions judiciaires - 29/11/2023 », sur Intelligence Online, 26 décembre 2024 (consulté le 26 décembre 2024)
31. 1 2 3  « France : PNIJ : le ministère de la justice peine à imposer sa plateforme d'interceptions, boudée par les enquêteurs - 29/10/2024 », sur Intelligence Online, 26 décembre 2024 (consulté le 26 décembre 2024)
32. ↑  « Chapitre VI : De la plate-forme nationale des interceptions judiciaires (Article 230-45) - Légifrance », sur www.legifrance.gouv.fr (consulté le 10 décembre 2024)
33. ↑  « Pourvoi n° 23-86.738 », sur Chambre criminelle - Cour de Cassation, 28 mai 2014
34. 1 2 3 4  « Surveiller pour punir ? Pour une réforme de l'accès aux données de connexion dans l'enquête pénale », sur Sénat (consulté le 26 décembre 2024)
35. ↑  « France : Interceptions judiciaires : les gendarmes, premiers utilisateurs devant la police - 06/11/2023 », sur Intelligence Online, 26 décembre 2024 (consulté le 26 décembre 2024)
36. ↑  Jean-Marc Manach, « Pour vous écouter, l'État dépensera au moins 385 millions d'euros (et probablement bien plus) », sur Slate.fr, 17 mars 2018 (consulté le 10 décembre 2024)
37. 1 2  Ministère de la Justice, « Agence nationale des techniques d’enquêtes numériques judiciaires » (consulté le 9 décembre 2024)
38. ↑  « Ecoutes judiciaires : le ministère de la Justice sur la défensive », Les Echos,‎ 30 octobre 2017 (lire en ligne, consulté le 26 décembre 2024)
39. 1 2  Usine Digitale, « ChapsVision met la main sur Deveryware pour créer un géant du traitement des données de masse », www.usine-digitale.fr,‎ 22 septembre 2022 (lire en ligne, consulté le 15 avril 2025)
40. 1 2  « Surveiller pour punir ? Pour une réforme de l'accès aux données de connexion dans l'enquête pénale », sur Sénat (consulté le 15 avril 2025)
41. ↑  « Surveiller pour punir ? Pour une réforme de l'accès aux données de connexion dans l'enquête pénale », sur Sénat (consulté le 15 avril 2025)
42. ↑  David Pargamin, « « Pour lutter contre le grand banditisme, il faut qu’on nous donne les outils adaptés »: la grande bataille des logiciels d'écoutes judiciaires », sur Challenges, 26 mars 2025 (consulté le 15 avril 2025)
43. 1 2 3  « France : Interceptions judiciaires : l'intense lobbying de l'expert en cybersécurité ChapsVision - 26/03/2025 », sur Intelligence Online, 15 avril 2025 (consulté le 15 avril 2025)
44. ↑  Haute Autorité pour la transparence de la vie publique, « Répertoire des représentants d'intérêt : MGH Partners », 27 février 2025 (consulté le 15 avril 2025)
45. ↑  « Proposition de loi visant à sortir la France du piège du narcotrafic (no 907) Amendement n°CL187 », sur www.assemblee-nationale.fr (consulté le 27 avril 2025)
46. ↑  « Plan de lutte contre la criminalité organisée : Didier Migaud dévoile le volet justice », Le Monde du droit - Le magazine des professions juridiques, 15 novembre 2024 (consulté le 26 décembre 2024)
47. 1 2 3  « France : Création du Parquet national anticriminalité organisée : vers une ouverture du programme de big data de la DGSI à la justice - 20/11/2024 », sur Intelligence Online, 26 décembre 2024 (consulté le 26 décembre 2024)
48. ↑  « M. Jean-Julien XAVIER-ROLAI, inspecteur de la justice, ancien collaborateur de M. Bernard CAZENEUVE à Matignon, devient directeur de l'Agence nationale des techniques d'enquêtes numériques judiciaires (ANTENJ) », Bulletin Quotidien,‎ 17 février 2020
49. ↑  « Article R40-53 - Code de procédure pénale - Légifrance », sur www.legifrance.gouv.fr (consulté le 26 décembre 2024)
50. 1 2  « Écoutes judiciaires : installation d'un comité de contrôle de la plateforme critiquée par les utilisateurs », AFP,‎ 29 novembre 2016
51. ↑  « Sur écoute : la 5G, le cauchemar des enquêteurs », sur France Inter, 28 juin 2019 (consulté le 26 décembre 2024)
52. ↑  Jean-Marc Manach, « Messageries chiffrées : la PNIJ du ministère de la Justice utiliserait des « outils » de la DGSE », sur Next, 16 janvier 2024 (consulté le 26 décembre 2024)
53. ↑  « Le recueil des données informatiques : de nouvelles perspectives pour le contrôle et l’interception », Études françaises de renseignement et de cyber, vol. 4, no 3,‎ 2024, p. 31–33 (ISSN 3039-8738, DOI 10.3917/efrc.243.0031, lire en ligne, consulté le 15 avril 2025)
54. ↑  Arrêté du 9 mai 2018 portant création du service à compétence nationale dénommé « service technique national de captation judiciaire » (lire en ligne)
55. ↑  « FRANCE : La justice française veut une solution souveraine pour ses interceptions - 22/05/2019 », sur Intelligence Online, 26 décembre 2024 (consulté le 26 décembre 2024)
56. ↑  « Obligations légales | Extranet Arcep », sur extranet.arcep.fr (consulté le 20 février 2025)